# Bishopiana
Bishopiana este un gen de păianjeni din familia Linyphiidae.
Cladograma conform Catalogue of Life:
| Bishopiana | \| \| Bishopiana glumacea \| \| \| \| \| \| Bishopiana hypoarctica \| \| \| \| |
|            | \| \| Bishopiana glumacea \| \| \| \| \| \| Bishopiana hypoarctica \| \| \| \| |
|            | Bishopiana glumacea                                                            |
|            |                                                                                |
|            | Bishopiana hypoarctica                                                         |
|            |                                                                                |